# Anna Maria Krabbenborg
Anna Maria Krabbenborg, detta Ani (Jaguariúna, 23 ottobre 1957), è un'ex cestista brasiliana.

## Carriera
Con il Brasile ha disputato due edizioni dei Campionati mondiali (1983, 1986).